# Dinan
Dinan är en kommun i departementet Côtes-d'Armor i regionen Bretagne i nordvästra Frankrike. Kommunen är chef-lieu för Dinan-Est och
Dinan-Ouest och även för arrondissementet Dinan. År 2022 hade Dinan 14 966 invånare.

## Befolkningsutveckling
Antalet invånare i kommunen Dinan
Referens:INSEE

## Galleri

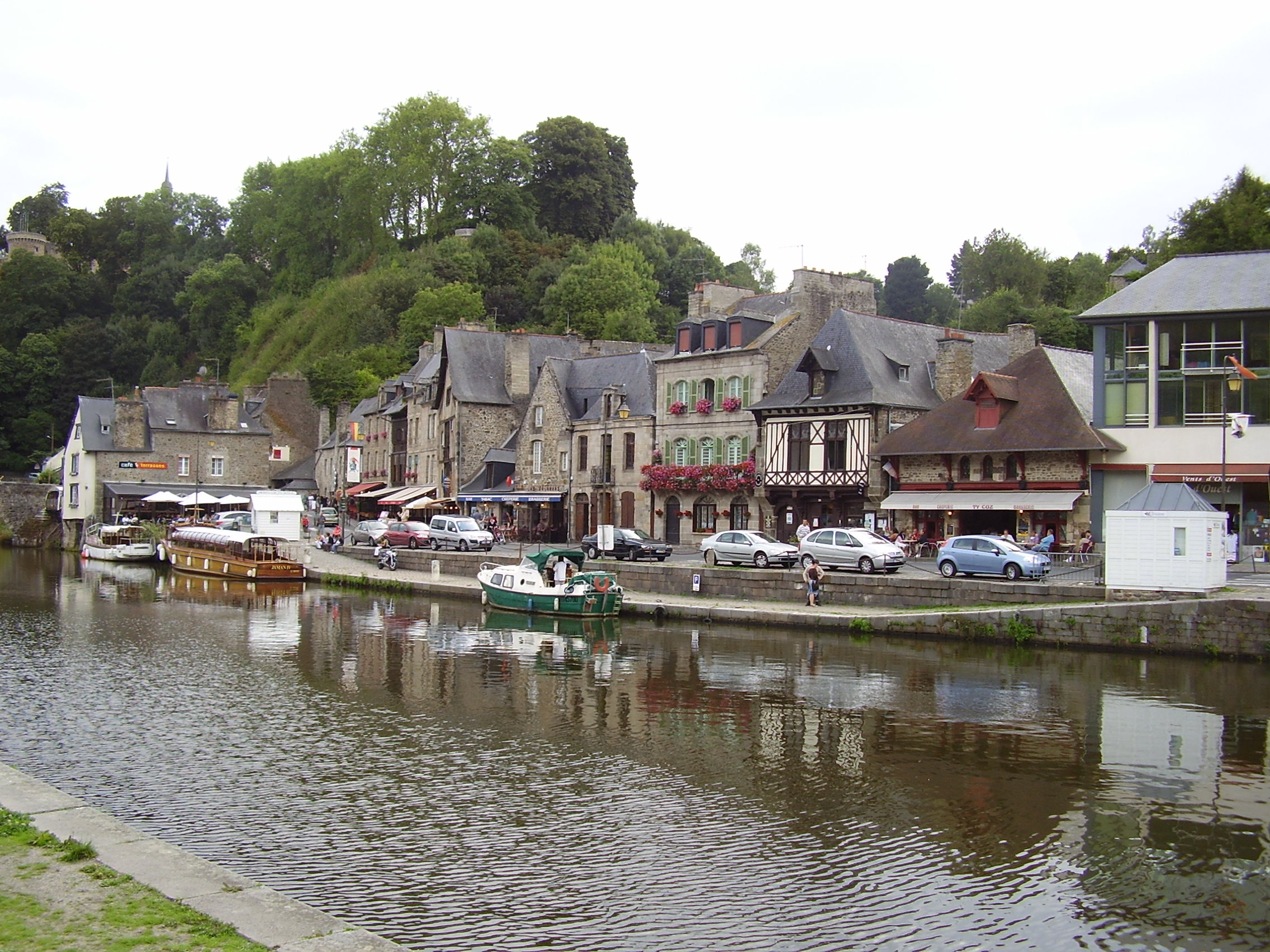
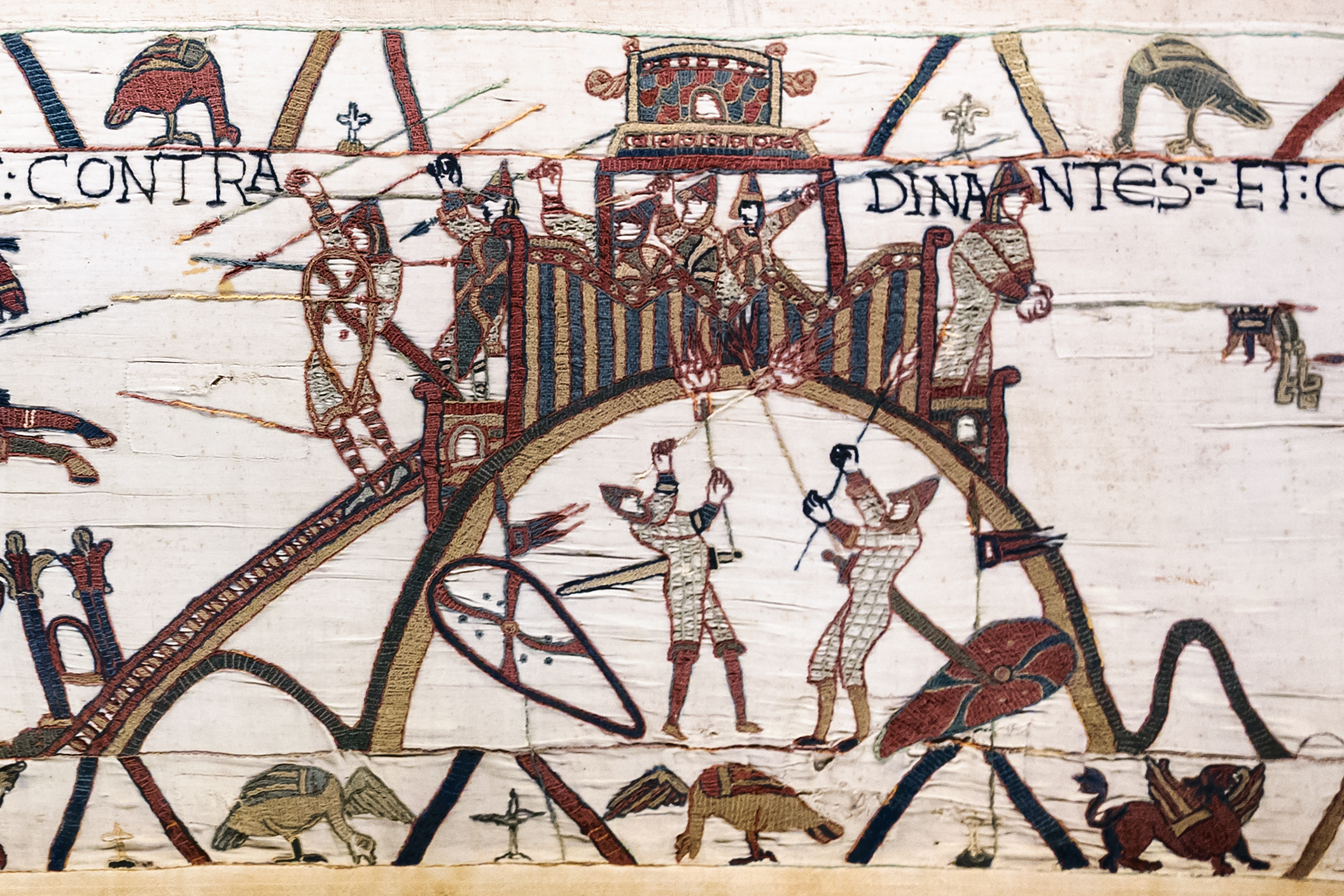
Motte castrale (låglandborg) på Bayeuxtapeten
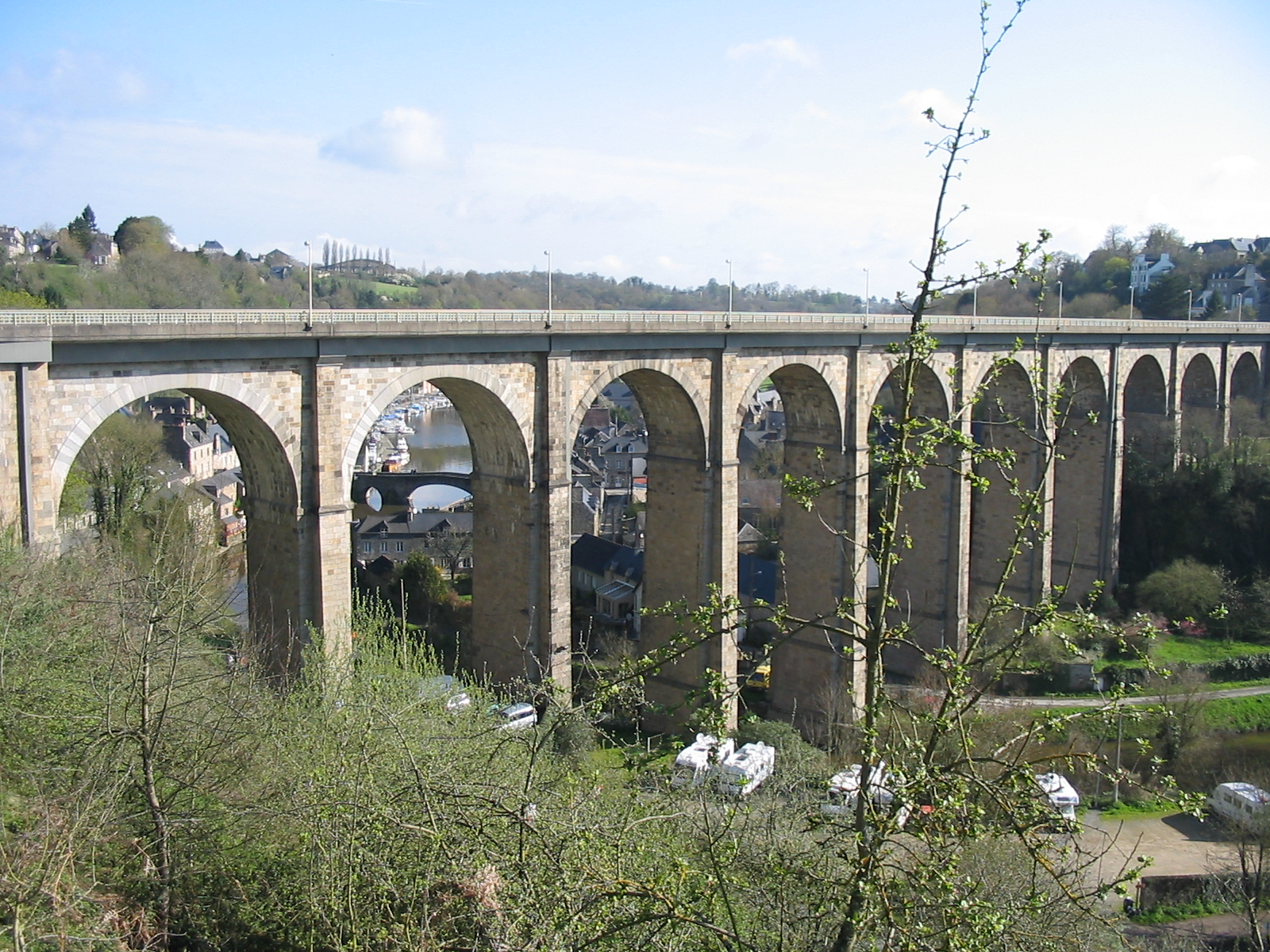